# Període finestra
En medicina, el període finestra, també conegut com a període de finestra immunològica o període de finestra, és un examen fet per detectar una malaltia concreta, particularment de caràcter infecciós. L'examen es duu a terme durant el temps de la primera infecció, quan la prova ja pot detectar de manera segura la infecció. En proves basades en anticossos, aquest període depèn del temps que es pren la seroconversió, és a dir, el moment en què l'estat d'anticossos d'una persona canvia de negatiu a positiu.
La importància d'aquest període és epidemiològica i per estratègies de sexe segur, i també en la donació de sang i d'òrgans, ja que en aquest temps, no és possible detectar la infecció a la persona o animal, però segueix sent possible el contagi a altres. Per aquesta raó, l'estratègia més efectiva de prevenció de malalties és amb exàmens juntament amb esperes de temps més llargues que el període de finestra estimat.

## Exemples
- Hepatitis B: durant el període de finestra de l'hepatitis B, ambdós marcadors serològics HBsAg (antigen de superfície de l'hepatitis B), i anti-HBs (anticòs contra l'HBsAg), donen negatiu a les proves pel fet que no hi ha prou anti-HBs, estant, els pocs que hi ha, units al HBsAg.[1]
- VIH SIDA: Ja que els anticossos contra el VIH triguen cert temps a formar-se, una prova d'anticossos contra el VIH no donarà resultats positius immediatament després que la persona s'infecti. La demora típica oscil·la entre 14 i 21 dies, però varia en cada persona. Gairebé totes les persones infectades pel VIH tenen anticossos detectables al cap de 3 a 6 mesos de produir-se la infecció.[2]